# Porsche Cayenne (Type PO536)
Le Cayenne (Type PO536 ou Type 9YA) est un SUV de Porsche et le successeur du Cayenne Type 92A. Il a été présenté le 29 août 2017 à Stuttgart-Zuffenhausen et la voiture a fait sa première publique au Salon de l’automobile de Francfort-sur-le-Main (IAA) en septembre 2017.
En mars 2019, une variante coupé, le Cayenne Coupé, a été introduite.
Des versions largement révisées des deux modèles ont été présentées le 18 avril 2023 au Salon de l'automobile de Shanghai.

## Différences avec le prédécesseur
Le Cayenne de nouvelle génération est 63 mm plus long, 44 mm plus large et 9 mm plus bas que le modèle précédent, mais il a le même empattement. La taille minimale des roues est de 19 pouces au lieu de 18 pouces. Malgré un équipement plus complet, le poids à vide est inférieur d’environ 65 kilogrammes par rapport à celui de son prédécesseur.
Avec 770 litres, le coffre est 100 litres plus grand que celui du modèle précédent.
Le Cayenne III n’est plus produit dans l’usine Porsche de Leipzig, mais avec l’Audi Q7 et le Volkswagen Touareg à Bratislava. De plus, le Cayenne est assemblé sous forme de kit Complete Knock Down (CKD) dans l’usine CKD de Kulim, en Malaisie, depuis mars 2022.

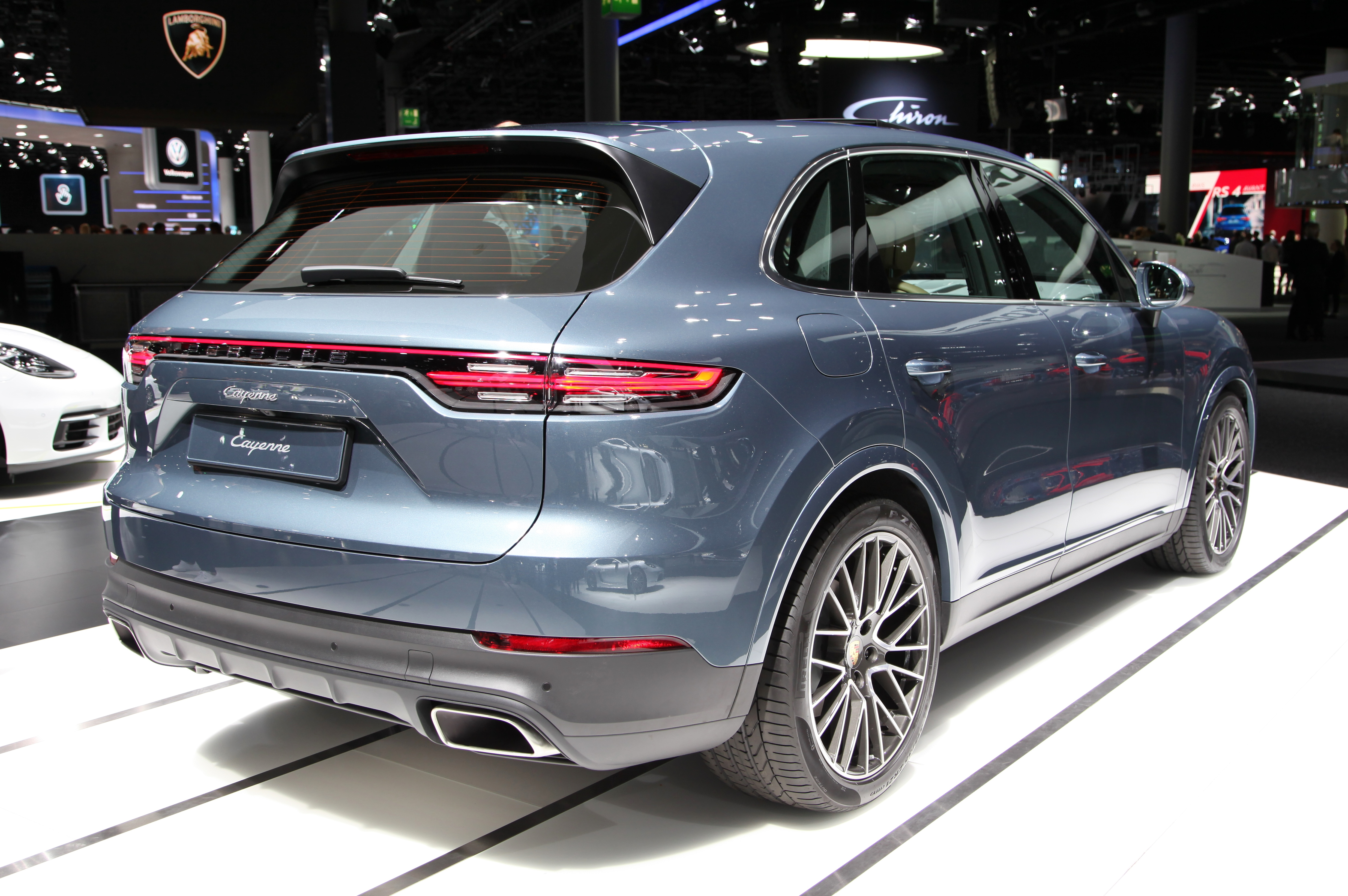
Vue arrière
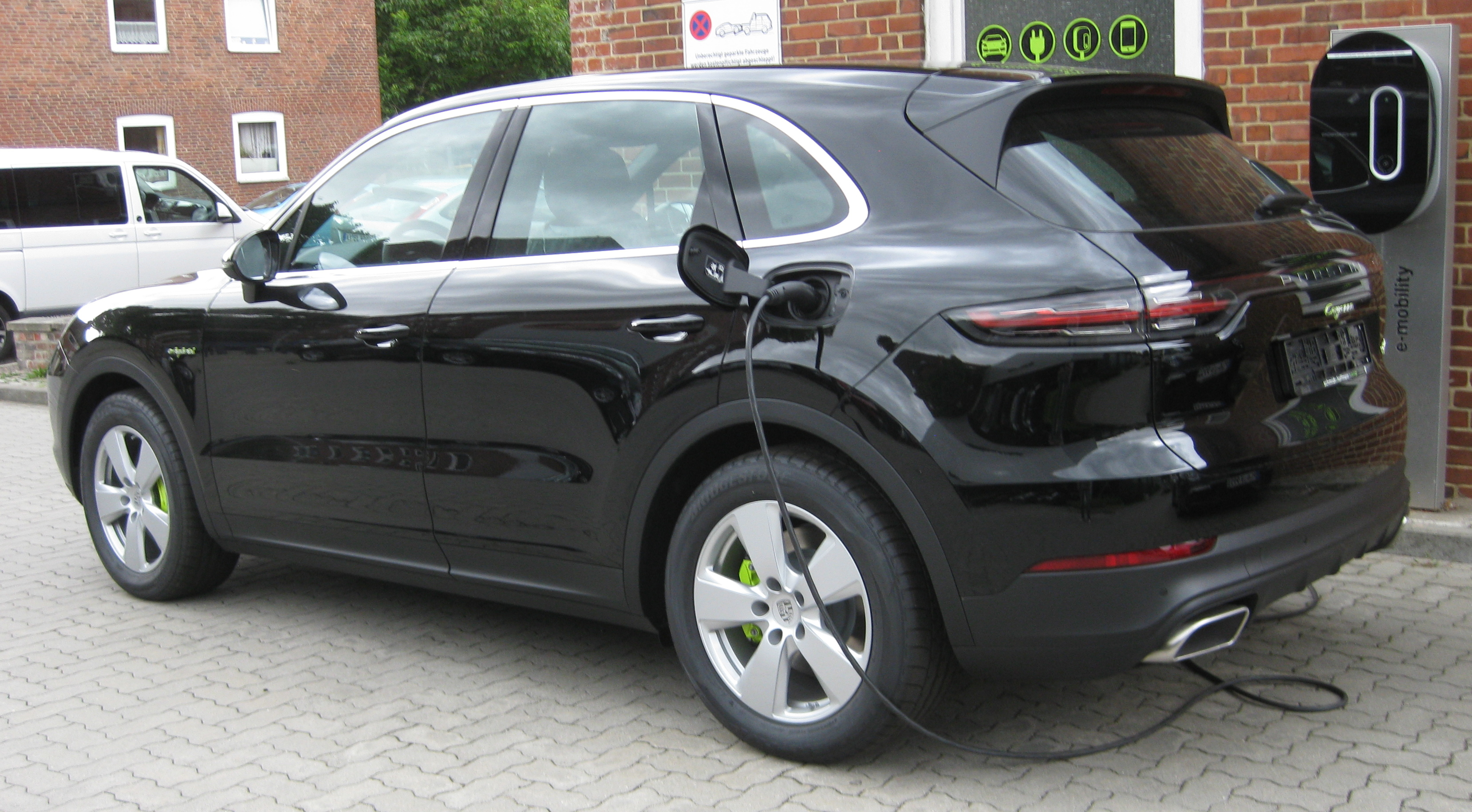
Porsche Cayenne E-Hybrid (2018–2023)
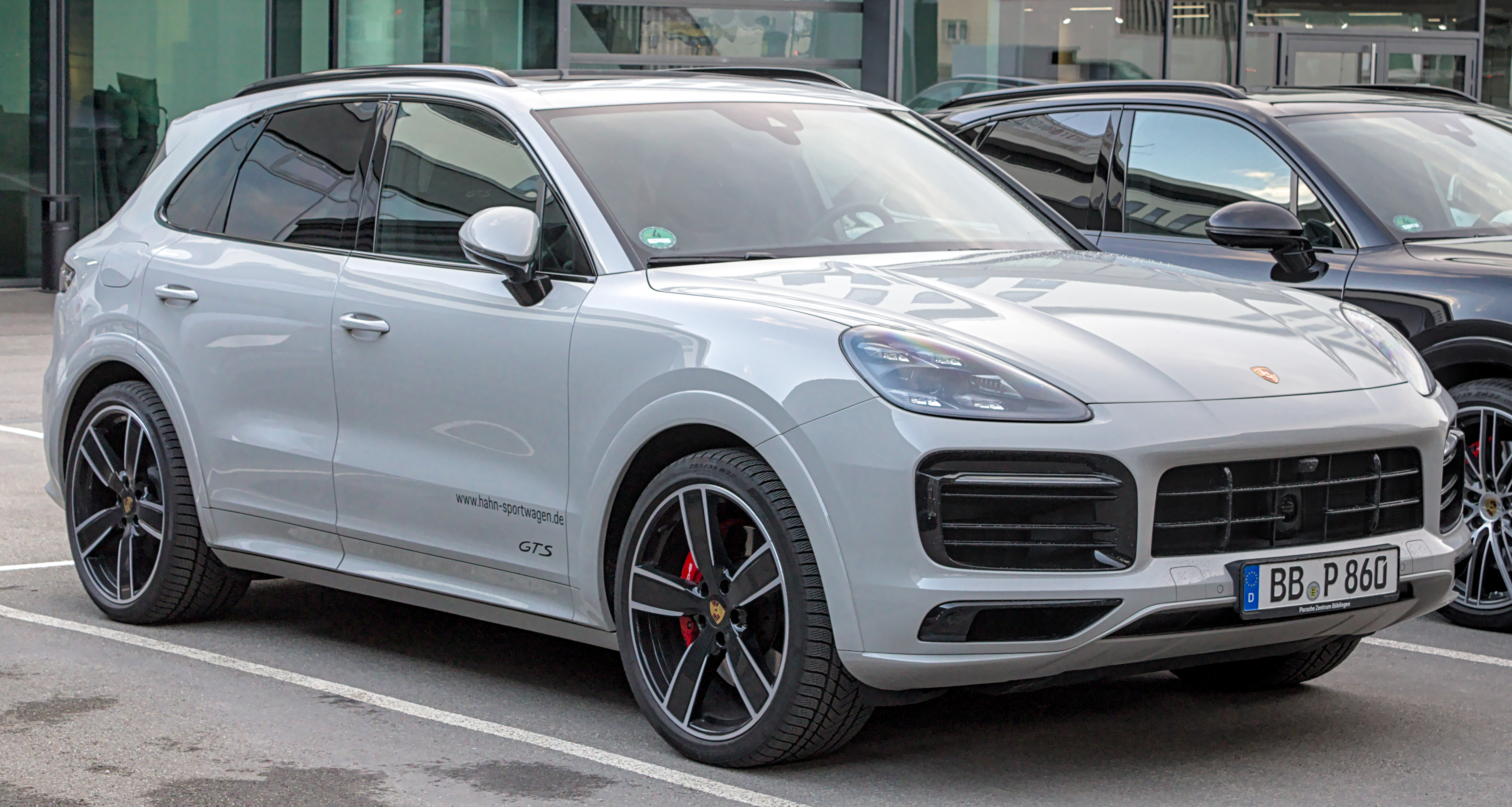
Porsche Cayenne GTS (2020–2023)
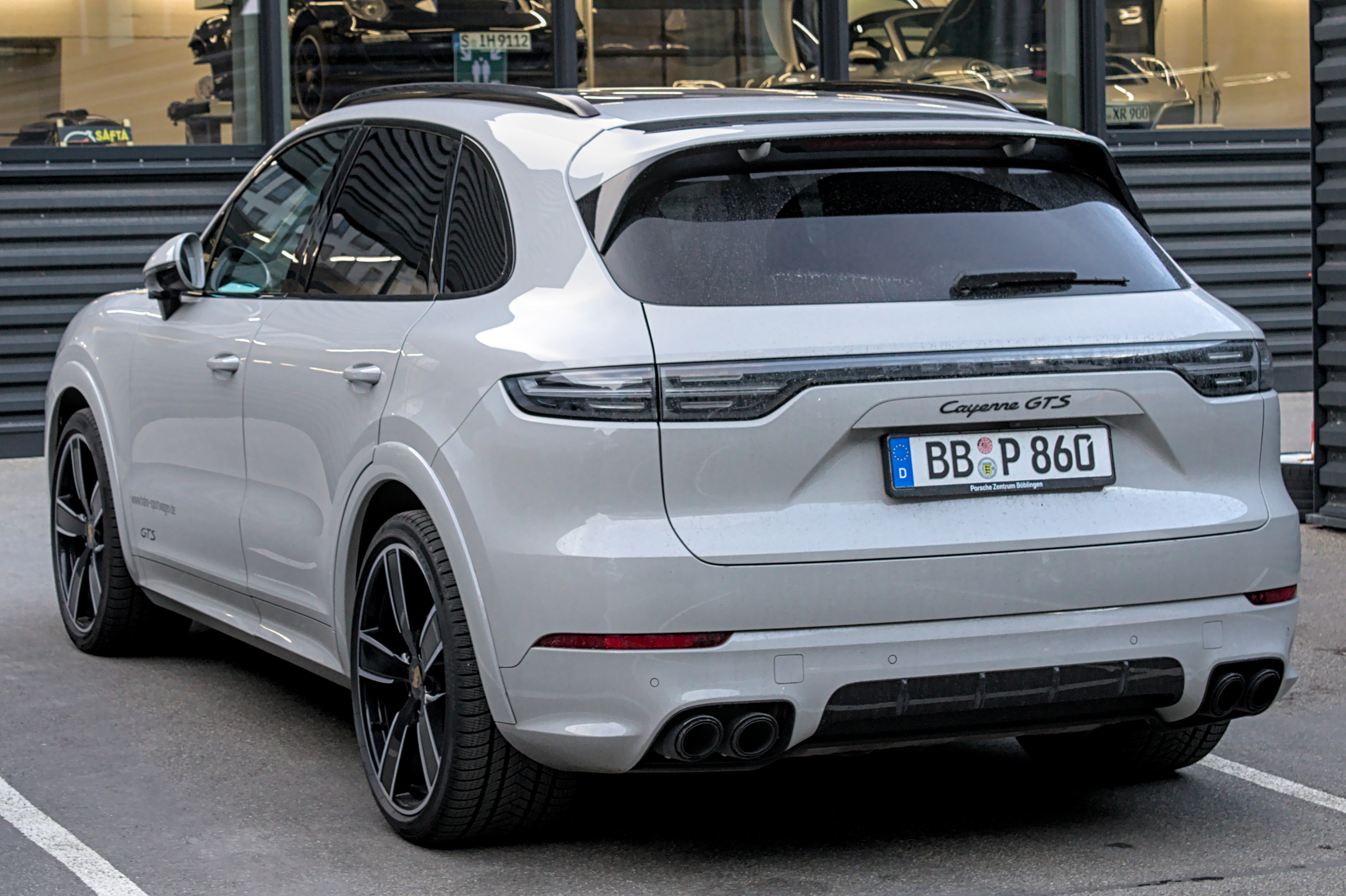
Vue arrière
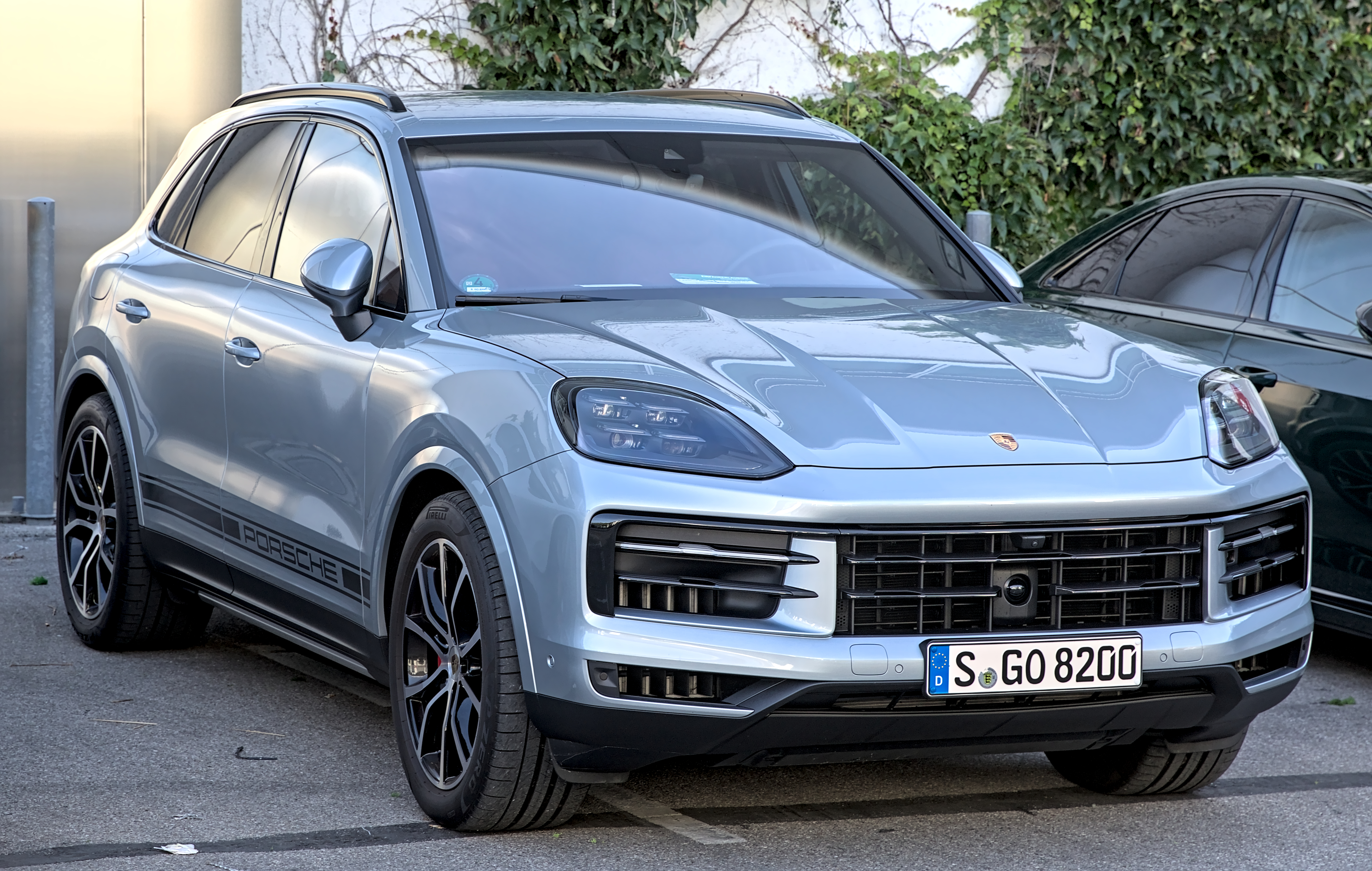
Porsche Cayenne S (depuis 2023)
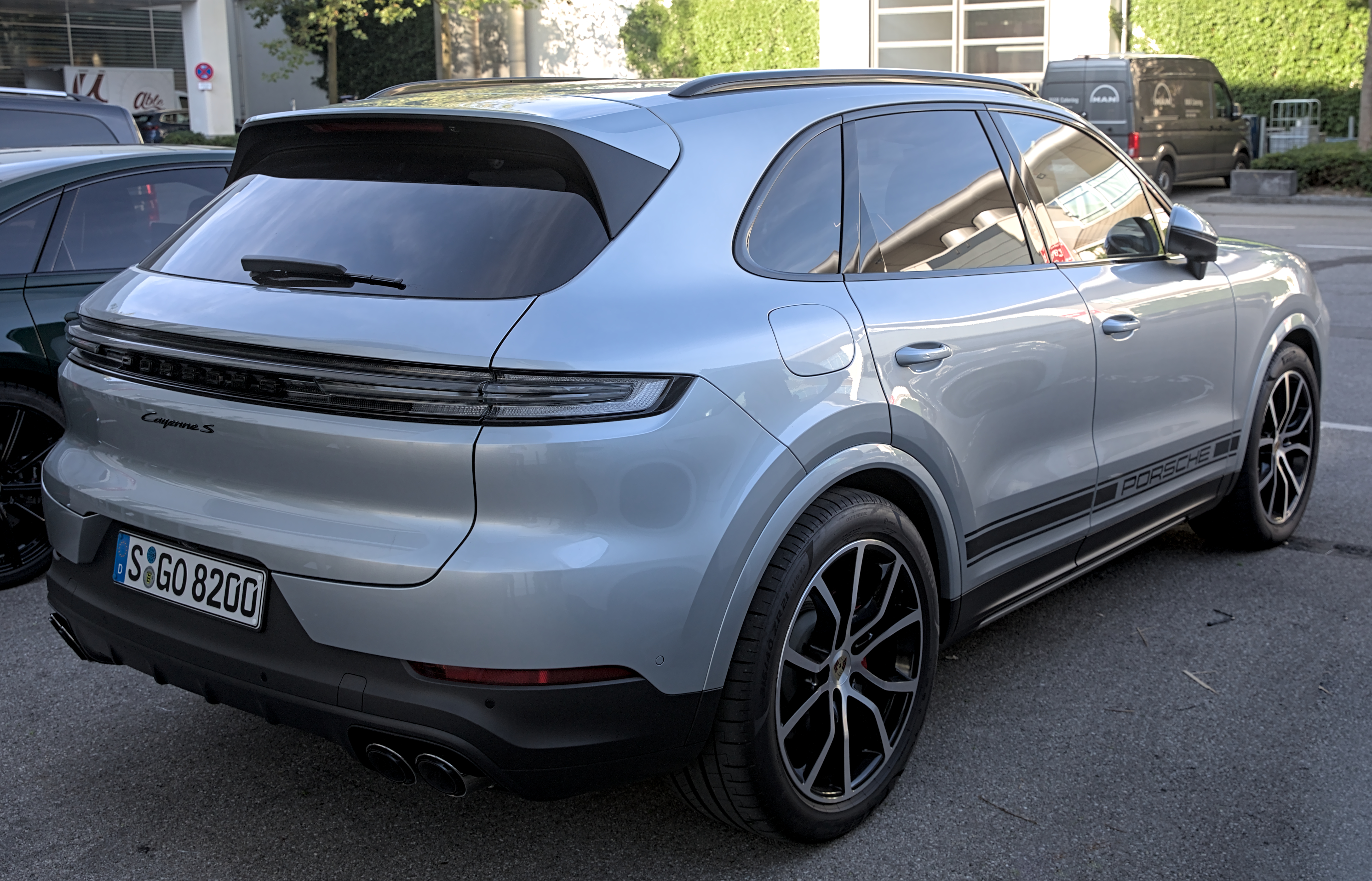
Vue arrière
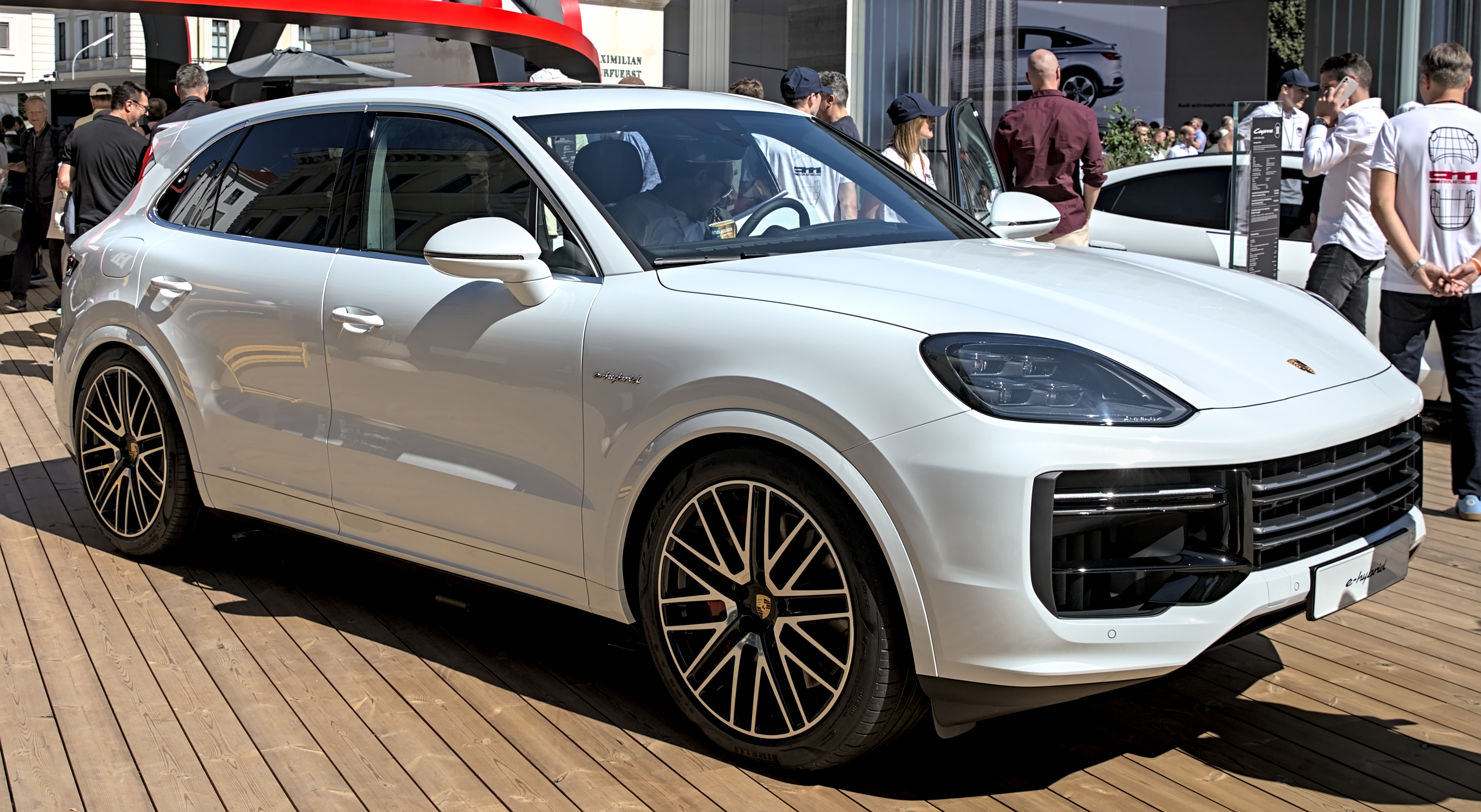
Porsche Cayenne Turbo E-Hybrid (depuis 2023)
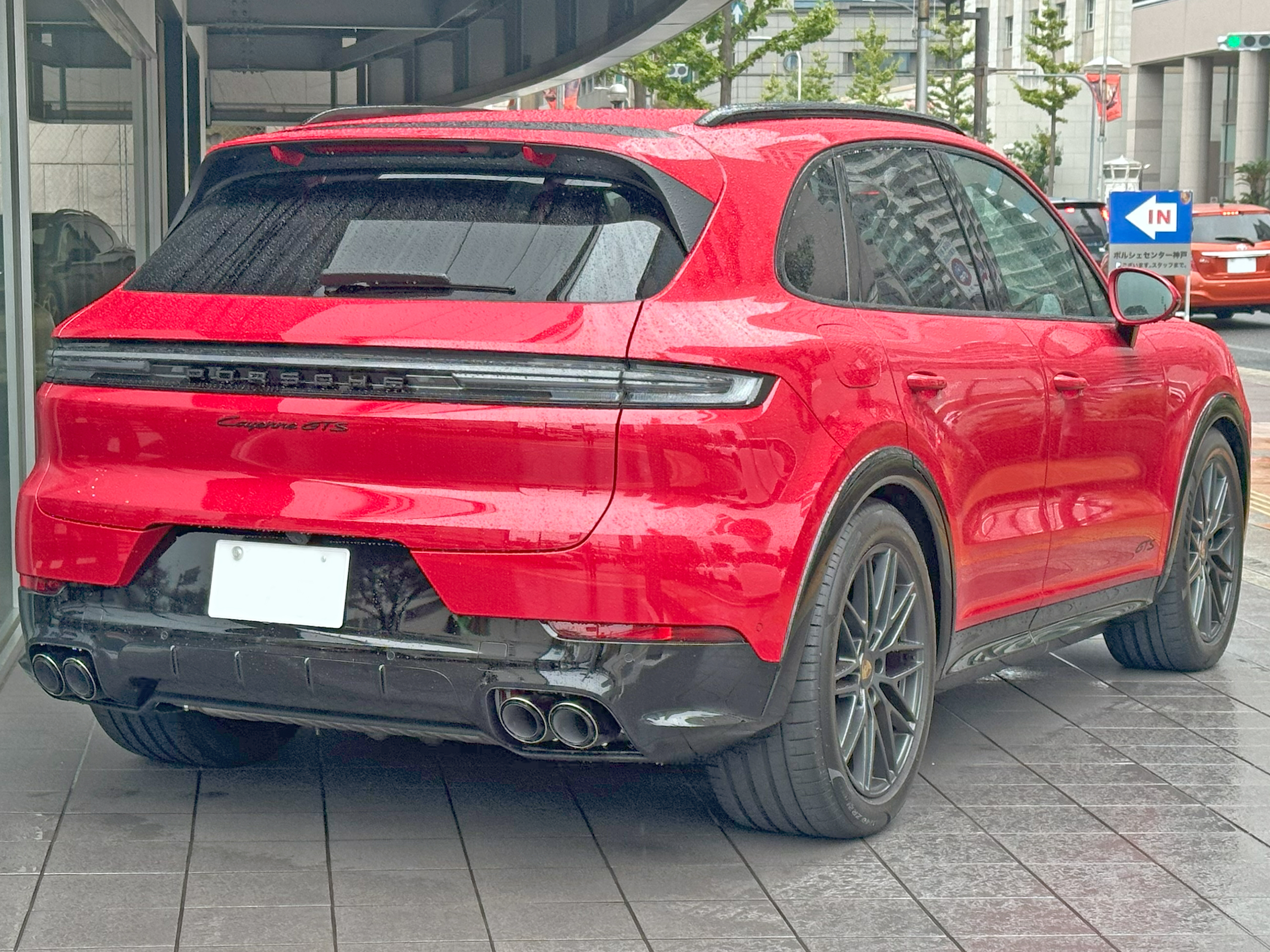
Porsche Cayenne GTS (depuis 2024)

## Technologie
Comme l’Audi Q7 4M et le Bentley Bentayga, le Cayenne de troisième génération est également basé sur la plate-forme modulaire longitudinale (plate-forme Volkswagen MLB).
L’intérieur du nouveau Cayenne est similaire à celui de la Panamera (Type 971). Il dispose entre autres du système d’infodivertissement de 12,3 pouces et de la console centrale sans boutons.
Les deux moteurs essence V6 disponibles au lancement sont également disponibles dans la Panamera. Dans les deux versions, c’est une boîte automatique Tiptronic S à huit rapports qui transmet la puissance. De plus, un système d'arrêt-démarrage automatique est installé de série. Une autre variante de propulsion, la variante Turbo de 404 kW (550 ch), a également été présentée à l’IAA 2017. De mai 2018 à août 2018 et depuis août 2019, une variante avec une propulsion hybride rechargeable a été et est également vendue. Le moteur diesel n’est plus proposé pour le Cayenne en raison du scandale des émissions.
Avec la mise à jour du modèle, les transmissions ont été révisées. De plus, la variante de modèle "Turbo" a été abandonné.